# Гобу (комуна)
Комуна Гобу (швед. Håbo kommun) — адміністративно-територіальна одиниця місцевого самоврядування, що розташована в лені Уппсала у центральній Швеції.
Гобу 255-а за величиною території комуна Швеції. Адміністративний центр комуни — місто Больста.

## Населення
Населення становить 19 817 чоловік (станом на вересень 2012 року). 
| Кількість населення комуни Гобу за 1970-2010 роки | Кількість населення комуни Гобу за 1970-2010 роки | Кількість населення комуни Гобу за 1970-2010 роки | Кількість населення комуни Гобу за 1970-2010 роки | Кількість населення комуни Гобу за 1970-2010 роки |
| ------------------------------------------------- | ------------------------------------------------- | ------------------------------------------------- | ------------------------------------------------- | ------------------------------------------------- |
| Рік                                               |                                                   |                                                   | Населення                                         |                                                   |
| 1970                                              | 1970                                              |                                                   | 6 118                                             | 6 118                                             |
| 1975                                              | 1975                                              |                                                   | 9 987                                             | 9 987                                             |
| 1980                                              | 1980                                              |                                                   | 13 301                                            | 13 301                                            |
| 1985                                              | 1985                                              |                                                   | 13 876                                            | 13 876                                            |
| 1990                                              | 1990                                              |                                                   | 15 209                                            | 15 209                                            |
| 1995                                              | 1995                                              |                                                   | 16 874                                            | 16 874                                            |
| 2000                                              | 2000                                              |                                                   | 17 468                                            | 17 468                                            |
| 2005                                              | 2005                                              |                                                   | 18 569                                            | 18 569                                            |
| 2010                                              | 2010                                              |                                                   | 19 629                                            | 19 629                                            |
| Джерело: SCB                                      |                                                   |                                                   |                                                   |                                                   |

## Населені пункти
Комуні підпорядковано 6 міських поселень (tätort) та низка сільських, більші з яких:
- Больста (Bålsta)
- Слоттсскуген (Slottsskogen)
- Робю (Råby)
- Седерскуген (Söderskogen)
- Крегга (Krägga)
- Геггебю і Врета (Häggeby och Vreta)

## Галерея

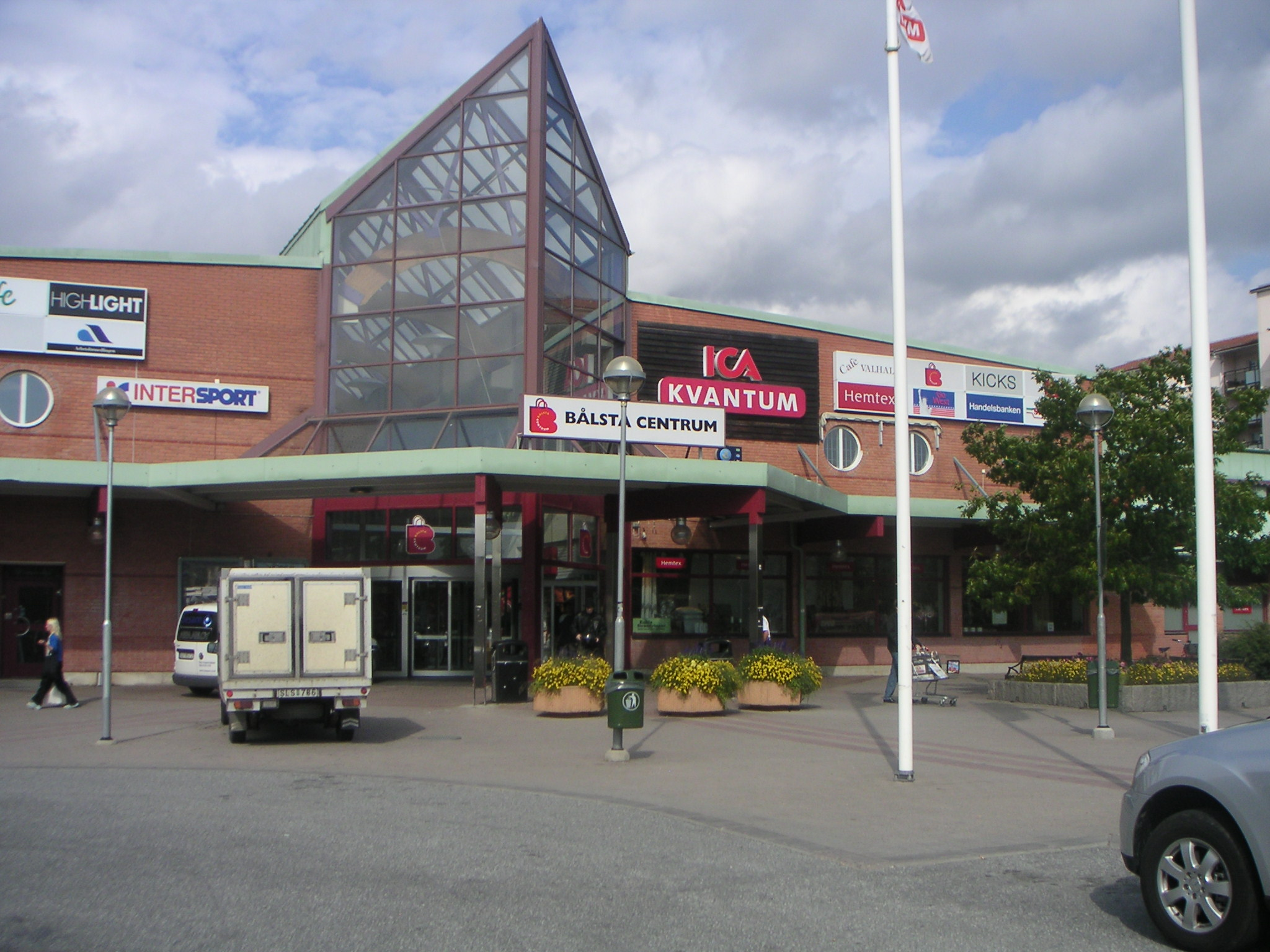
У центрі міста Больста
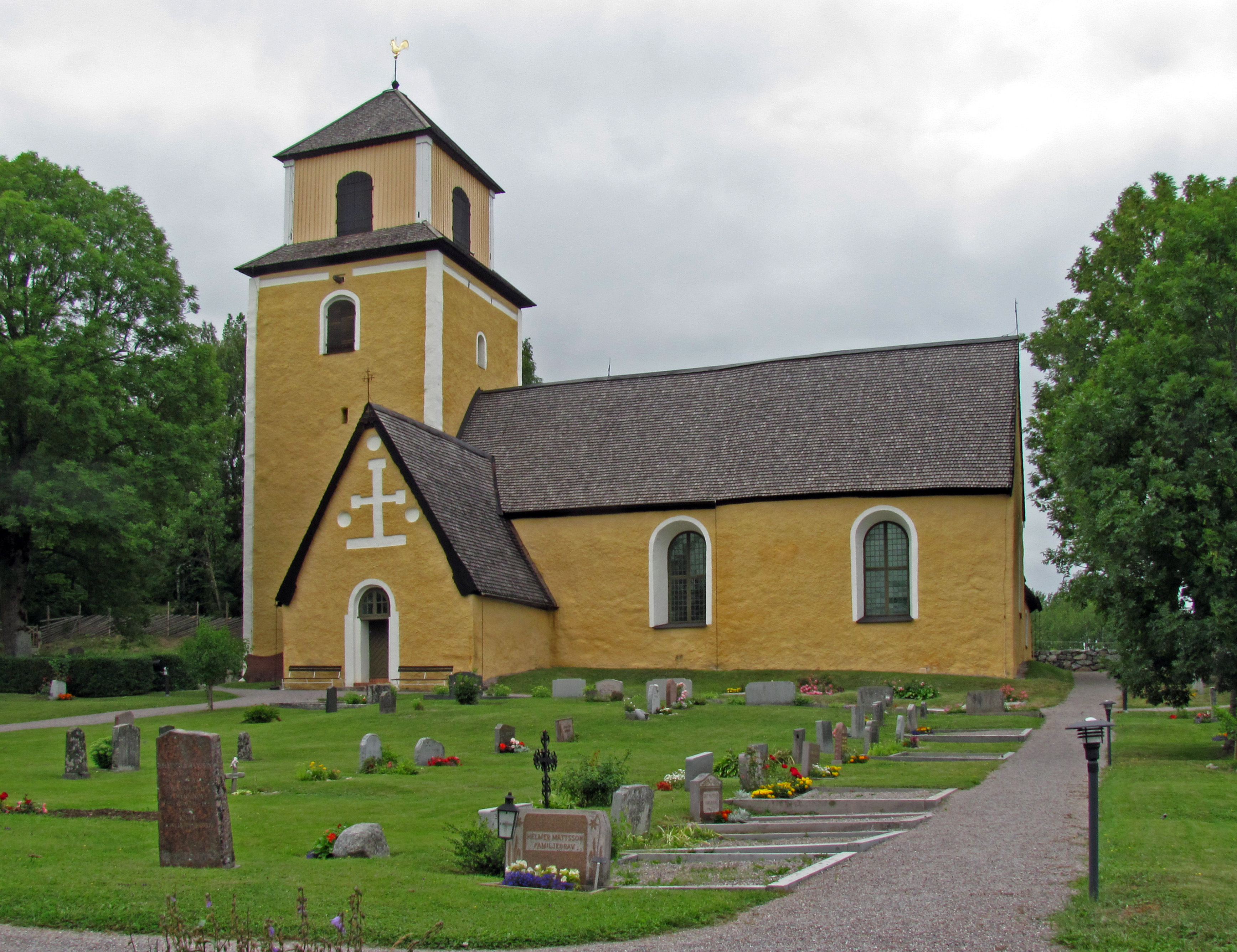
Церква (Геггебю)
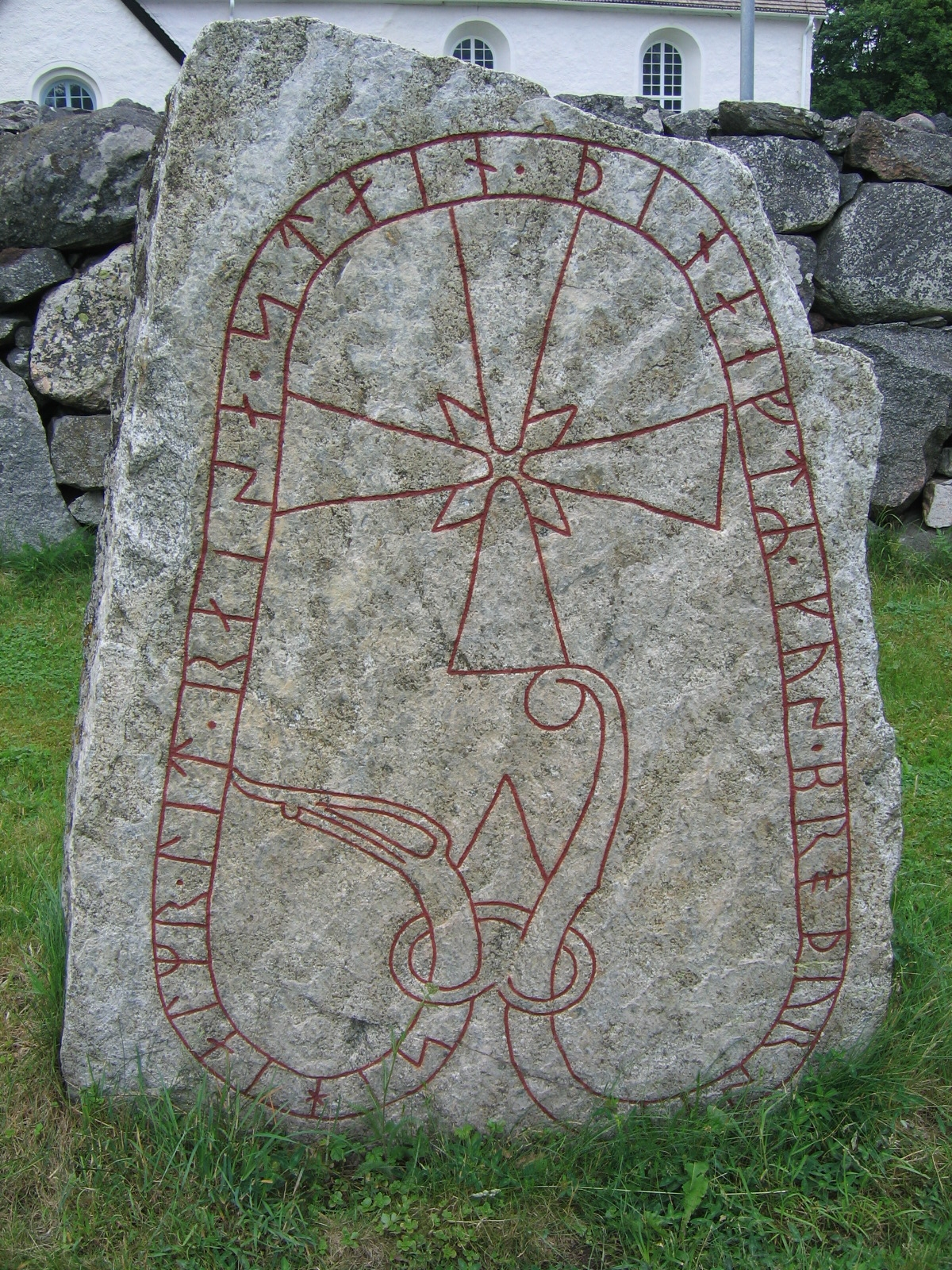
Рунічний камінь із комуни Гобу
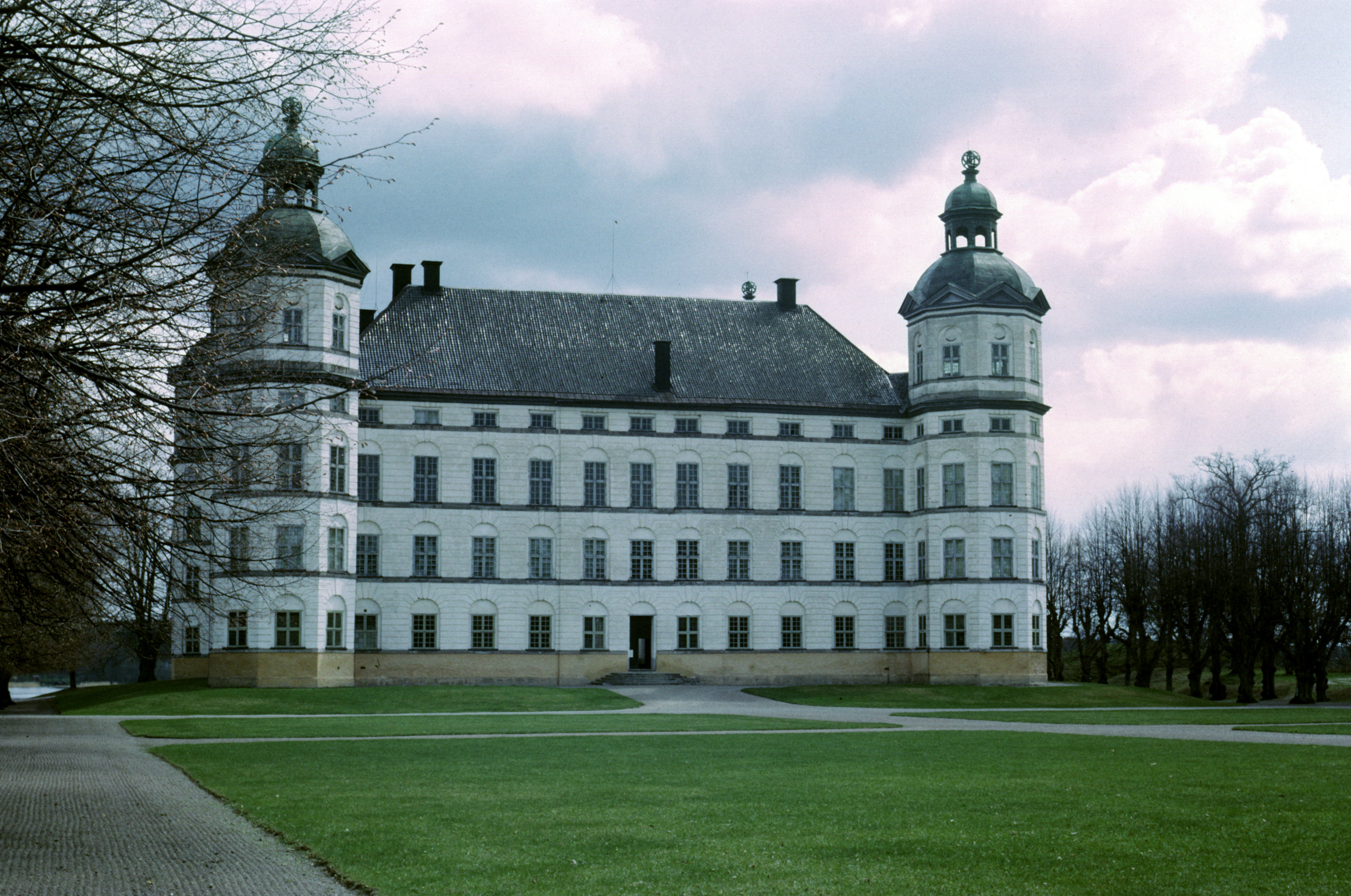
Палац Скуклостер

## Виноски
1. ↑  Andersson P. Sveriges kommunindelning 1863-1993 — Mjölby: Draking, 1993. — 132 с. — ISBN 978-91-87784-05-7
2. ↑  Kommunstyrelsen — Гобу.
3. ↑  Folkmangd i riket, lan och kommuner (шв.) . Центральне бюро статистики Швеції. Архів оригіналу за 20 серпня 2013. Процитовано 4 лютого 2013.